# Dharmapuri (Distrikt)
Der Distrikt Dharmapuri (Tamil: தர்மபுரி மாவட்டம்) ist ein Distrikt des indischen Bundesstaates Tamil Nadu. Verwaltungszentrum ist die namensgebende Stadt Dharmapuri. Der Distrikt hatte bei der Volkszählung 2011 eine Fläche von 4.497 Quadratkilometern und rund 1,5 Millionen Einwohner.

## Geografie

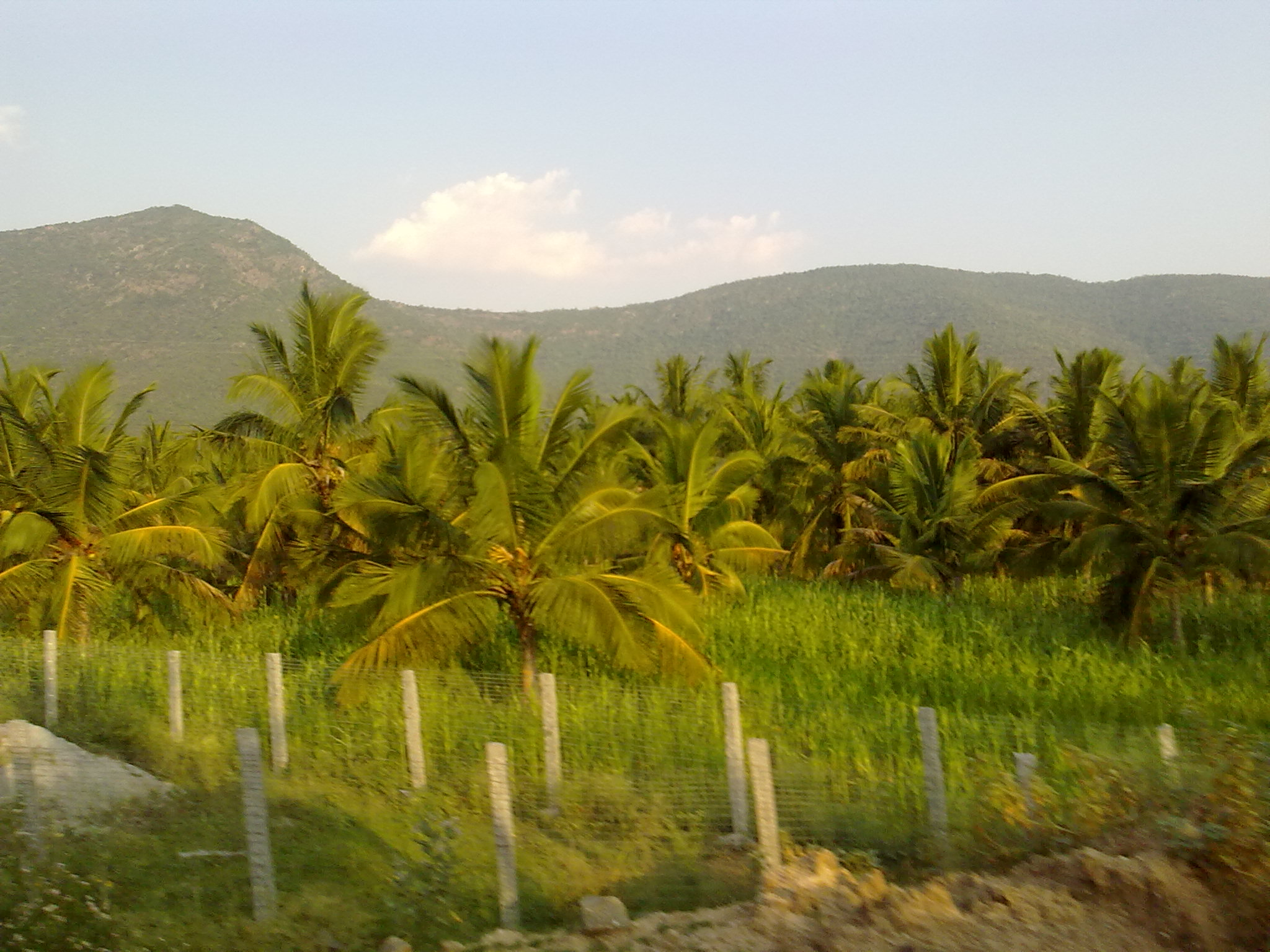
Kokospalmenpflanzung bei Pappireddipatti

Der Distrikt Dharmapuri liegt im nördlichen Binnenland Tamil Nadus. Nachbardistrikte sind Krishnagiri im Norden, Tiruvannamalai im Osten, Viluppuram im Südosten, Salem im Süden sowie Chamarajanagar im Westen. Letzterer gehört bereits zum Nachbarbundesstaat Karnataka.
Der Distrikt Dharmapuri hat eine Fläche von 4.497 Quadratkilometern. Das Distriktgebiet befindet sich im Übergangsbereich zwischen den Küstenebenen Tamil Nadus und dem Dekkan-Plateau. Im Osten hat der Distrikt Dharmapuri Anteil an den Kalrayan-Bergen, einem isolierten Ausläufer der Ostghats. Im Westen bildet für ein Stück der Kaveri-Fluss die Grenze zum Bundesstaat Karnataka. Am Flusslauf der Kaveri liegen die Hogenakkal-Fälle.
Im Distrikt Dharmapuri herrscht ein wechselfeuchtes Tropenklima vor. Die Jahresmitteltemperatur in Dharmapuri beträgt 26,8 °C, das Jahresmittel des Niederschlages liegt bei 877 mm. Die meisten Niederschläge fallen während des Nordostmonsuns im Oktober und November. Auch während des Südwestmonsuns im August und September kommt es zu Regenfällen.

## Geschichte
Das Gebiet des heutigen Distrikts Dharmapuri stand im Laufe seiner Geschichte unter dem Einfluss wechselnder Herrscherdynastien. Zuletzt wurde es vom Königreich Mysore kontrolliert, ehe der Herrscher Tipu Sultan das Gebiet 1792 an die Britische Ostindien-Kompanie abtreten musste. Diese gliederte das Gebiet als Teil des Distrikts Salem in die Provinz Madras ein. Nach der indischen Unabhängigkeit 1947 kam das Gebiet zum Bundesstaat Madras, der 1956 im States Reorganisation Act nach den Sprachgrenzen des Tamil neu formiert und 1969 in Tamil Nadu umbenannt wurde. Der Distrikt Dharmapuri wurde am 2. Oktober 1965 aus den nördlichen Teilen des Distrikts Salem gebildet. Am 9. Februar 2004 wurde der neu gebildete Distrikt Krishnagiri von Dharampuri abgespalten.

## Bevölkerung

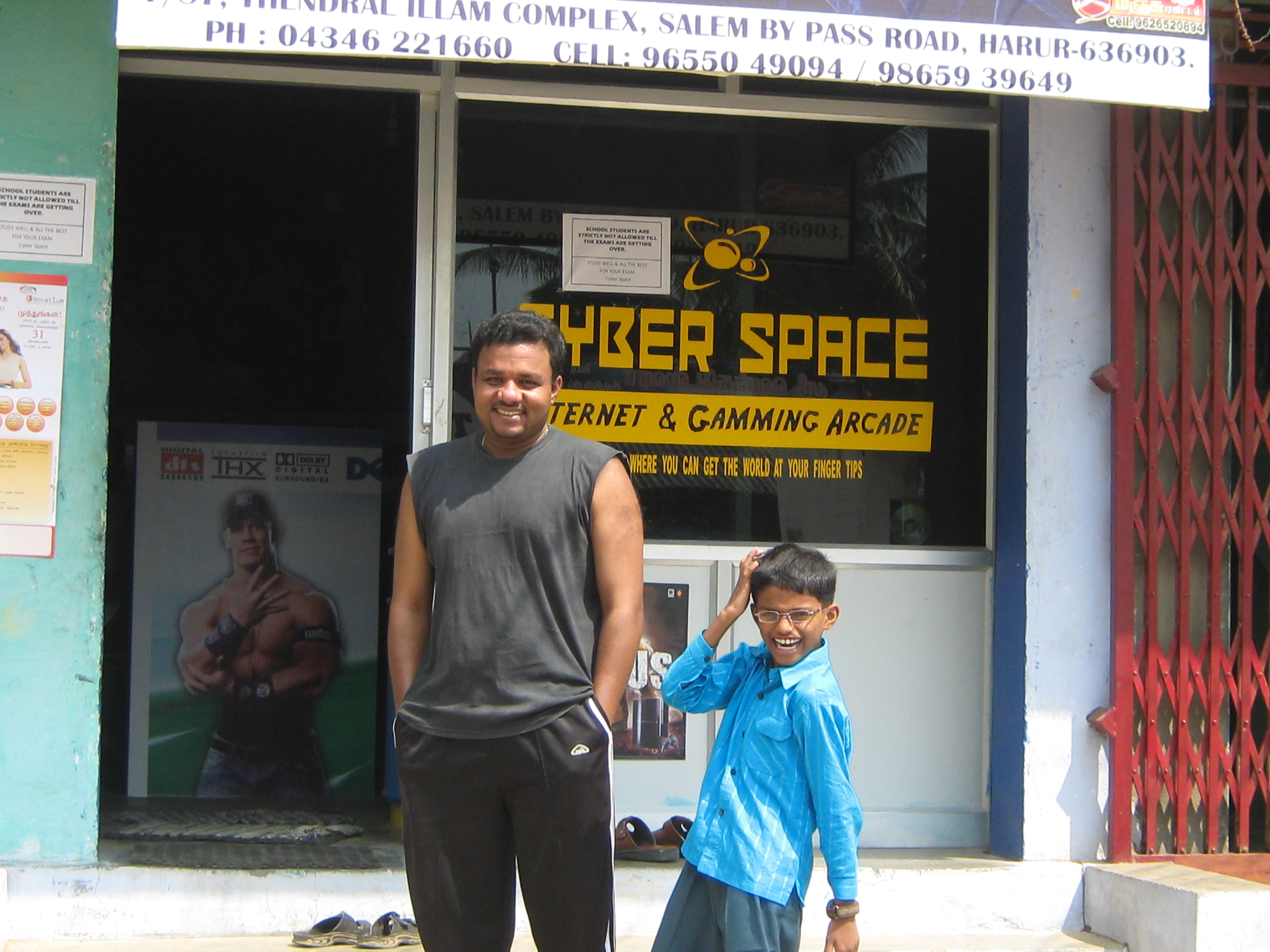
Vor einem Internetcafé in Harur

Bei der indischen Volkszählung 2011 hatte der Distrikt Dharmapuri 1.506.843 Einwohner. Die Bevölkerungsdichte lag mit 335 Einwohnern pro Quadratkilometer unter dem Durchschnitt Tamil Nadus (555 Einwohner pro Quadratkilometer). Die Urbanisierungsrate gehörte zu den geringsten Tamil Nadus: Während im Mittel des Bundesstaates 48 Prozent der Bevölkerung in Städten lebte, waren es im Distrikt Dharmapuri nur 17 Prozent. Die Alphabetisierungsquote war die niedrigste aller Distrikte Tamil Nadus: 69 Prozent der Einwohner des Distrikts konnten lesen und schreiben (der Durchschnitt Tamil Nadus betrug 80 Prozent).
Unter den Einwohnern des Distrikts Dharmapuri stellen Hindus die große Mehrheit. Bei der Volkszählung 2011 machten sie im Distrikt Dharmapuri 96,4 Prozent der Bevölkerung aus. Muslime (2,5 Prozent) und Christen (0,9 Prozent) stellten nur kleine Minderheiten.
Die Hauptsprache im Distrikt Dharmapuri ist wie in ganz Tamil Nadu das Tamil. Bei der Volkszählung 2001 wurde es von 86,6 Prozent der Einwohner des Distrikts in seinen heutigen Grenzen als Muttersprache gesprochen. Daneben gab es Minderheiten von Sprechern des Telugu 7,6 Prozent und Kannada (3,1 Prozent). Unter einem Teil der muslimischen Bevölkerung war Urdu (2,4 Prozent) verbreitet.
Im Jahr 2011 waren 16,3 Prozent der Einwohner des Distrikts Angehörige registrierter niederer Kasten (Scheduled Castes) und 4,2 Prozent Angehörige der registrierten Stammesbevölkerung (Scheduled Tribes). Zu letzteren gehören die Malayali und die Irular.

## Sehenswürdigkeiten

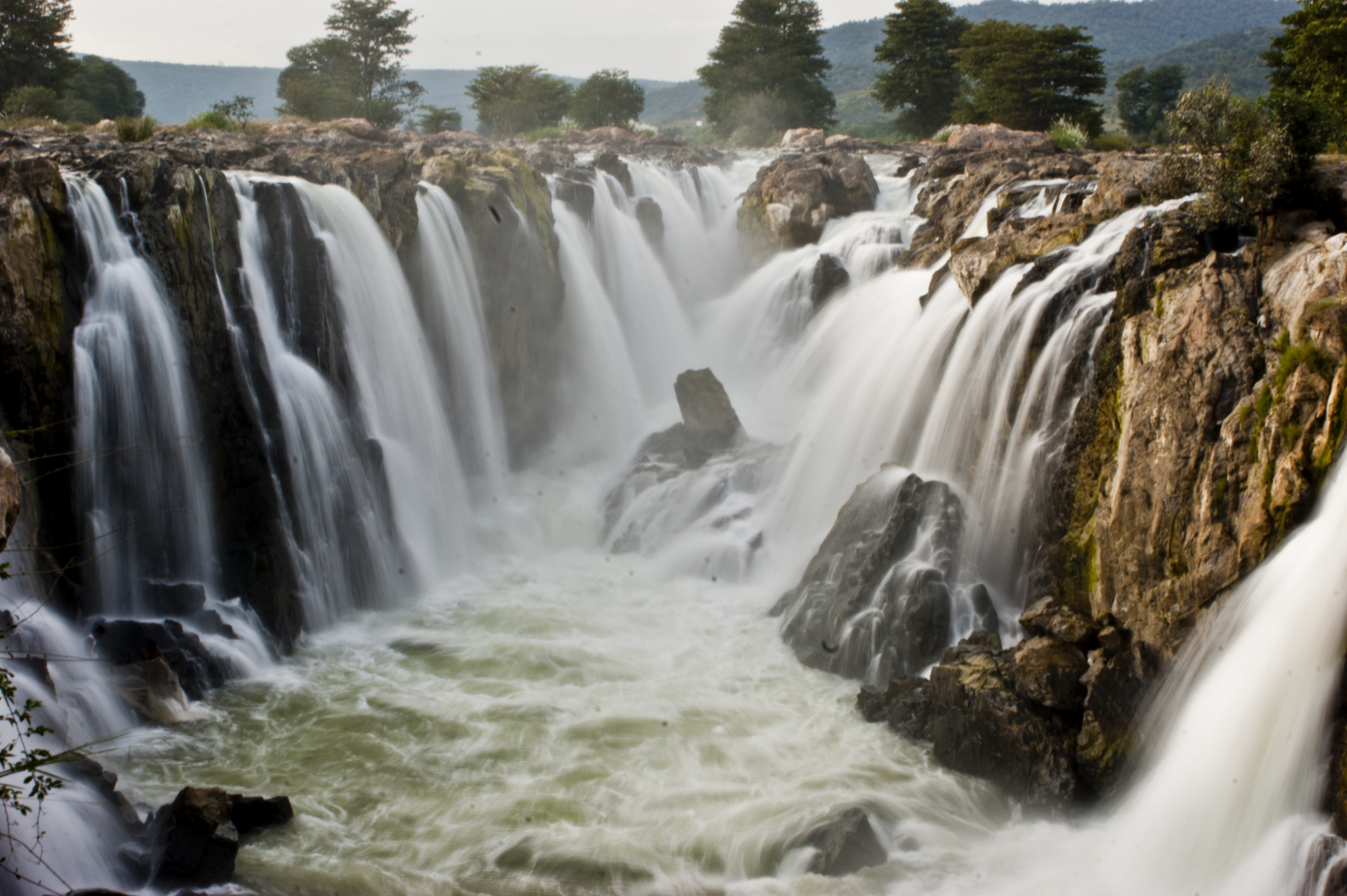
Die Hogenakkal-Fälle

Der Distrikt Salem liegt abseits der Touristenrouten und hat auch kaum kulturgeschichtlich bedeutende Attraktionen aufzuweisen. Von touristischem Interesse sind die Hogenakkal-Fälle am Kaveri-Fluss an der Grenze zu Karnataka. Vor allem während der Regenzeit bietet der „Niagara Indiens“ ein beeindruckendes Naturschauspiel. Ein Bergheiligtum des Hindu-Gottes Shiva befindet sich in Theerthamalai. Die Tempel von Theerthamalai stammen aus der Chola-Zeit.

## Verwaltungsgliederung

### Taluks
Der Distrikt Dharmapuri war 2022 in sieben Taluks gegliedert: Dharmapuri, Nallampalli, Palacode, Karimangalam, Pennagaram, Harur und Pappireddipatti.

### Siedlungen
Im Jahr 2011 gab es eine Municipality (M, die Stadt Dharmapuri), zehn Town Panchayats (TP), zwei Census towns (CT) und 251 Village Panchayats, sowie 486 Dörfer. Im Folgenden ist die Einwohnerzahl der 13 städtischen Siedlungen bei der Volkszählung 2011 wiedergegeben.
- B.Mallapuram (TP, 12.705)
- Dharmapuri (M, 68.619)
- Harur (TP, 25.469)
- Hale-Dharmapuri (CT, 4.902)
- Kadathur (TP, 11.382)
- Kambainallur (TP, 12.194)
- Kariamangalam (TP, 13.511)
- Lakkiampatti (CT, 39.697)
- Marandahalli (TP, 12.451)
- Palakkodu (TP, 20.959)
- Papparapatti (TP, 12.174)
- Pappireddipatti (TP, 9.369)
- Pennagaram (TP, 17.480)